# ハンス・ドリーシュ

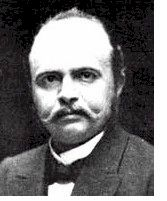
Hans Adolf Eduard Driesch

ハンス・アードルフ・エドアルト・ドリーシュ (Hans Adolf Eduard Driesch, 1867年10月28日 - 1941年4月16日) は、ドイツの生物学者、哲学者。
ダーウィン主義者のエルンスト・ヘッケルに動物学を学ぶが、後に批判的になり、新生気論（ネオヴァイタリズム）を主張したことで知られる。1880年代に最初の動物クローニングを行う。

## 生涯
1867年10月28日にバート・クロイツナハで生まれた。1891年からナポリの海洋生物研究所で研究し、1895年までにウニの受精卵が細胞分裂して二細胞となった時に、細胞をばらばらにしても、残りの細胞は分裂を続け一個体になることを見出した。この実験結果から、生物の一部が欠損しても、系の内部で正常なものに調整される調和等能系の概念を提唱した。その後エンテレヒー（アリストテレスの「エンテレケイア」に由来する）の概念を導入し、その後生物学から哲学に転じた。1921年、ライプツィヒ大学の哲学教授となった。
1941年4月16日にライプツィヒで死去した。

## 著書
- ハンス・ドリーシュ『生気論の歴史と理論』米本昌平訳、書籍工房早山、2007年。ISBN 978-4886115041